# Kupa na Sŭvet·skata armiya 1954
La Coppa dell'Esercito sovietico 1954 è stata la 9ª edizione di questo trofeo, e la 14ª in generale di una coppa nazionale bulgara di calcio,  terminata il 7 novembre 1954. Il CSKA Sofia ha vinto il trofeo per la seconda volta.

## Primo Turno
| Squadra 1         | Risultato | Squadra 2         |
| ----------------- | --------- | ----------------- |
| Spartak Plovdiv   | 2 – 1     | Torpedo Pleven    |
| Dimitrovgrad      | 3 – 0     | Pirin Blagoevgrad |
| Šumen             | 1 – 5     | Lokomotiv Sofia   |
| Dobrudža          | 0 – 1     | Lokomotiv Plovdiv |
| Sliven            | 3 – 0     | Marek Dupnica     |
| Dorostol Silistra | 1 – 4     | Zavod 12 Sofia    |
| Vihar Aytos       | 2 – 1     | FK Etăr           |
| Minjor Pernik     | 5 – 2     | Septemvri Pleven  |
| Urozhay Pordim    | 0 – 3     | Spartak Pleven    |
| Levski Sofia      | 6 – 1     | Spartak Varna     |
| Beroe             | 1 – 2     | VVS Sofia         |

## Ottavi di finale
| Squadra 1         | Risultato | Squadra 2        |
| ----------------- | --------- | ---------------- |
| Velbažd           | 5 – 1     | Vihar Aytos      |
| Minjor Pernik     | 2 – 0     | Levski Sofia     |
| Spartak Pleven    | 1 – 2     | Spartak Plovdiv  |
| Slavia Sofia      | 1 – 0     | Zavod 12 Sofia   |
| Lokomotiv Plovdiv | 7 – 0     | Dimitrovgrad     |
| CSKA Sofia        | 4 – 2     | Černo More Varna |
| VVS Sofia         | 0 – 1     | Sliven           |
| Lokomotiv Sofia   | 3 – 0     | Botev Vraca      |

## Quarti di finale
| Squadra 1         | Risultato   | Squadra 2       |
| ----------------- | ----------- | --------------- |
| Sliven            | 2 – 0       | Minjor Pernik   |
| Lokomotiv Plovdiv | 1 – 0 (dts) | Lokomotiv Sofia |
| Slavia Sofia      | 3 – 0       | Velbažd         |
| Spartak Plovdiv   | 0 – 2       | CSKA Sofia      |

## Semifinali
| Squadra 1  | Risultato   | Squadra 2         |
| ---------- | ----------- | ----------------- |
| Sliven     | 0 – 1 (dts) | Slavia Sofia      |
| CSKA Sofia | 1 – 0       | Lokomotiv Plovdiv |

## Finale
| Arbitro: | Todor Stoyanov |

|                 |           |                    |
| Milanov 21’ 31’ | Marcatori | 37’ (rig.) Goranov |